# 萨尔杜尔加尔
萨尔杜尔加尔（Sardulgarh），是印度旁遮普邦Mansa县的一个城镇。总人口16315（2001年）。

## 人口
该地2001年总人口16315人，其中男性8778人，女性7537人；0—6岁人口2448人，其中男1340人，女1108人；识字率53.94%，其中男性为58.65%，女性为48.47%。